# Stare Troki

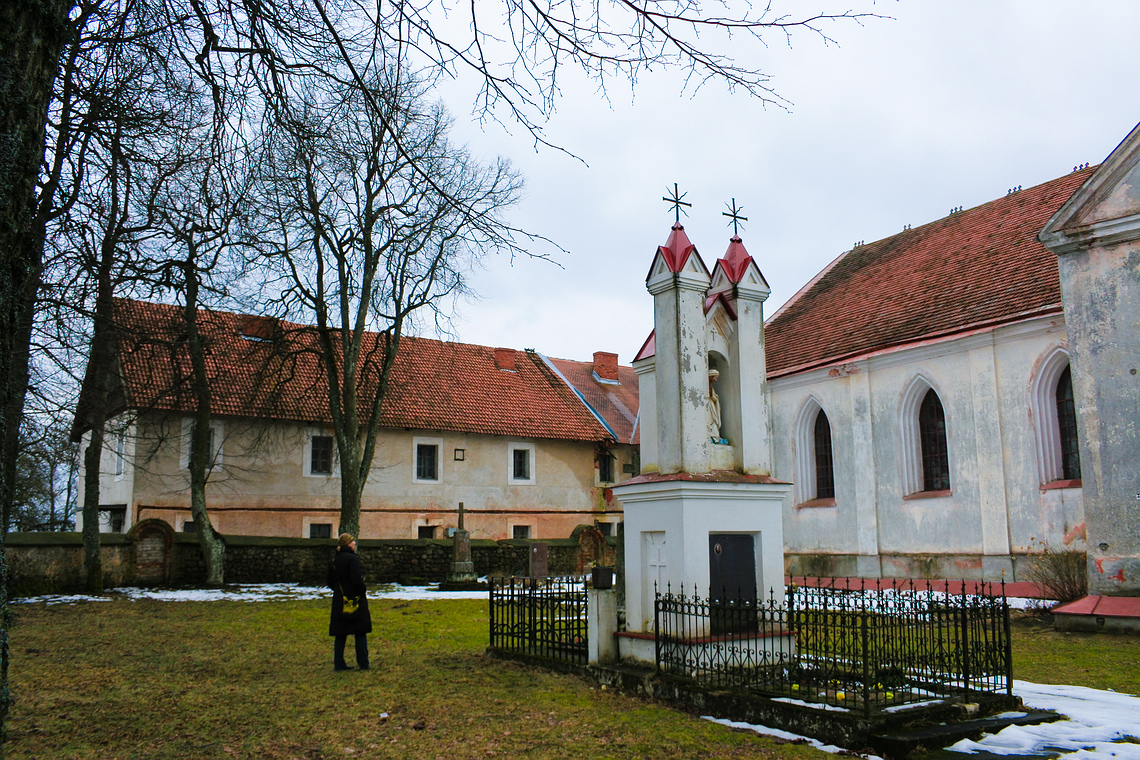
Kościół i klasztor w Starych Trokach

Stare Troki (lit. Senieji Trakai) – wieś na Litwie, w okręgu wileńskim, w rejonie trockim, siedziba gminy Stare Troki, do 1945 w Polsce, w województwie wileńskim, w powiecie wileńsko-trockim, w gminie Podbrzezie.
Stare Troki leżą na Pojezierzu Wileńskim, na południowy wschód od Troków. Przez wieś przebiega linia kolejowa Warszawa–Wilno (dawna Kolej Warszawsko-Petersburska).
Siedziba rzymskokatolickiej parafii Zwiastowania Najświętszej Maryi Pannie i św. Benedykta w Starych Trokach.

## Historia
Pierwszy zamek wzniósł w Starych Trokach książę Giedymin, który przeniósł tu stolicę Litwy z grodu Kiernów przed 1321. W Starych Trokach odbyło się drugie wesele jego syna Kiejstuta z Birutą, tu także urodził się w 1350 ich syn (zatem wnuk Giedymina) Witold. Warownia ta zniszczona została przez Krzyżaków w 1391 i już więcej nie odbudowana. Zastąpił ją położony w większej odległości od granicy nowy zamek wybudowany na półwyspie jeziora Galwe nazywany Nowe Troki (dziś jest to miasto Troki). Tam też pod koniec XIV wieku książę Kiejstut rozpoczął budowę drugiego zamku w Trokach położonego na wyspie jeziora Galwe.
Ruiny starego zamku w Starych Trokach książę Witold przekazał w 1405 benedyktynom, których sprowadził z Tyńca pod Krakowem. Klasztor spłonął w 1717. Niedługo jednak wybudowano nowy drewniany kościół. A w latach 1770-1820 murowany klasztor. Zachowany do dziś klasztor i kościół z XIX wieku kryje być może pozostałości pierwszej warowni Giedyminowiczów. W 1823 w klasztorze pracował jako nauczyciel Józef Jeżowski, którego ok. 19-20 lipca odwiedzili tam podczas wycieczki Adam Mickiewicz, Aleksander Mickiewicz, Jan Czeczot i filareta Ignacy Januszewski.

## Zabytki
- Kościół pw. Zwiastowania NMP i św. Benedykta przebudowany w latach 1890-1898. Projekt przebudowy w stylu neogotyckim wykonał Apolinary Mikulski. Kolejna przebudowa po zniszczeniach z czasów I wojny światowej miała miejsce w roku 1922.
- Klasztor benedyktynów (ob. plebania) z lat 1770-1820, kryjąca w swoich murach prawdopodobnie pozostałości średniowiecznego zamku. Klasztor został skasowany przez rosyjskich zaborców w 1840 roku. W pobliżu zachowały się także fundamenty dwóch innych zniszczonych budynków klasztornych.

Sama wieś, traktowana jako zabytek architektury, zabudowana jest podobnymi do siebie drewnianymi domami z dwuokiennymi szczytami skierowanymi ku głównej ulicy.